# Dicranopteris seminuda
Dicranopteris seminuda är en ormbunkeart som först beskrevs av Kl., och fick sitt nu gällande namn av William Ralph Maxon. Dicranopteris seminuda ingår i släktet Dicranopteris och familjen Gleicheniaceae. Inga underarter finns listade.